# Саласпилс
Саласпилс (лет. Salaspils, рус. Саласпилс) је један од значајних градова у Летонији. Саласпилс је седиште истоимене општине Саласпилс.

## Природни услови
Саласпилс је смештен у средишњем делу Летоније, у историјској покрајини Видземији. Од главног града Риге град је удаљен свега 18 километара источно.
Град Саласпилс развио се обали вештачког језера насталог преграђивањем реке Западне Двине, на приближно 12 метара надморске висине. Око града је равничарско подручје.

## Историја
Иако је Саласпилс релативно млад град (стар око 50ак година) историја Саласпилса је дуга и богата. Овде се десила чувена битка код Кирхолма, где су Пољаци и Литванци потукли шведске снаге и спречиле њихову најезду на источну обалу Балтика. Данашњи град је настао субурбанизацијом Риге поред новоствореног вештачког језера на Западној Двини, које потопило некадашње сеоско насеље.

## Становништво
Саласпилс данас има приближно 21.000 становника и последњих година број становника расте.
Матични Летонци и Руси имају једнаки удео у градском становништву (42%), док остатак чине махом други словенски народи.

## Галерија слика
- Православна капела
- Приказ Битке код Кирхолма
- Споменик совјетски мвојницима
- Градска железничка станица